# Dietmar Lorenz
Dietmar Lorenz (Schleiz, 23 settembre 1950 – Berlino, 8 settembre 2021) è stato un judoka tedesco.

## Palmarès

### Olimpiadi
- 2 medaglie:
  - 1 oro (Mosca 1980 nell'open)
  - 1 bronzo (Mosca 1980 nei pesi medio-massimi)

### Mondiali
- 2 medaglie:
  - 2 bronzi (Losanna 1973 nei pesi massimi-leggeri; Vienna 1975 nell'open)

### Europei
- 4 medaglie:
  - 3 ori (Lione 1975 nei pesi massimi-leggeri; Ludwigshafen 1977 nei pesi massimi-leggeri; Helsinki 1978 nei pesi massimi-leggeri)
  - 1 bronzo (Londra 1974 nei pesi massimi-leggeri)